# Жайдаккудук
Жайдаккуду́к (каз. Жайдаққұдық) — село у складі Сариагаського району Туркестанської області Казахстану. Входить до складу Алімтауського сільського округу.
У радянські часи село називалось Жайдак.
Населення — 75 осіб (2021; 186 у 2009, 247 у 1999, 465 у 1989).